# 伊丽莎白蒂夫卡 (巴什坦卡区)
伊丽莎白蒂夫卡（羅馬化：Yelyzavetivka）是烏克蘭南部尼古拉耶夫州巴什坦卡區斯尼胡里夫卡市镇内的村落，面積0.76平方公里，海拔高度25米，2001年人口323，人口密度每平方公里425人。